# سيجوندو سيرناداس
وإسمه الحقيقي بيدرو سيرناداس (بالإسبانية: Pedro Cernadas)‏ وهو ممثل أرجنيتني ولد في يوم 20 مارس 1972 في مدينة فيديما في مقاطعة ريو نيغرو في الأرجنتين ويعتبر من أشهر الممثلين في أمريكا الجنوبية مثل في عدة مسلسلات منها مسلسل الحب التائه بدور مارسيلو.

## روابط خارجية
- سيجوندو سيرناداس على موقع IMDb (الإنجليزية)
- سيجوندو سيرناداس على موقع ألو سيني (الفرنسية)
- سيجوندو سيرناداس على موقع قاعدة بيانات الفيلم (الإنجليزية)
- سيجوندو سيرناداس على موقع كينوبويسك (الروسية)